# Jean-Jacques Rousseau
Jean-Jacques Rousseau (franska: [ʒɑ̃ˈʒak ʁuˈso]), född 28 juni 1712 i Genève, död 2 juli 1778 i Ermenonville, Oise, var en schweizisk-fransk författare, upplysningsfilosof och autodidakt kompositör. Han fick stor betydelse inom politik, pedagogik och litteratur.

## Biografi

Porträtt av Rousseau i Skottland 1766

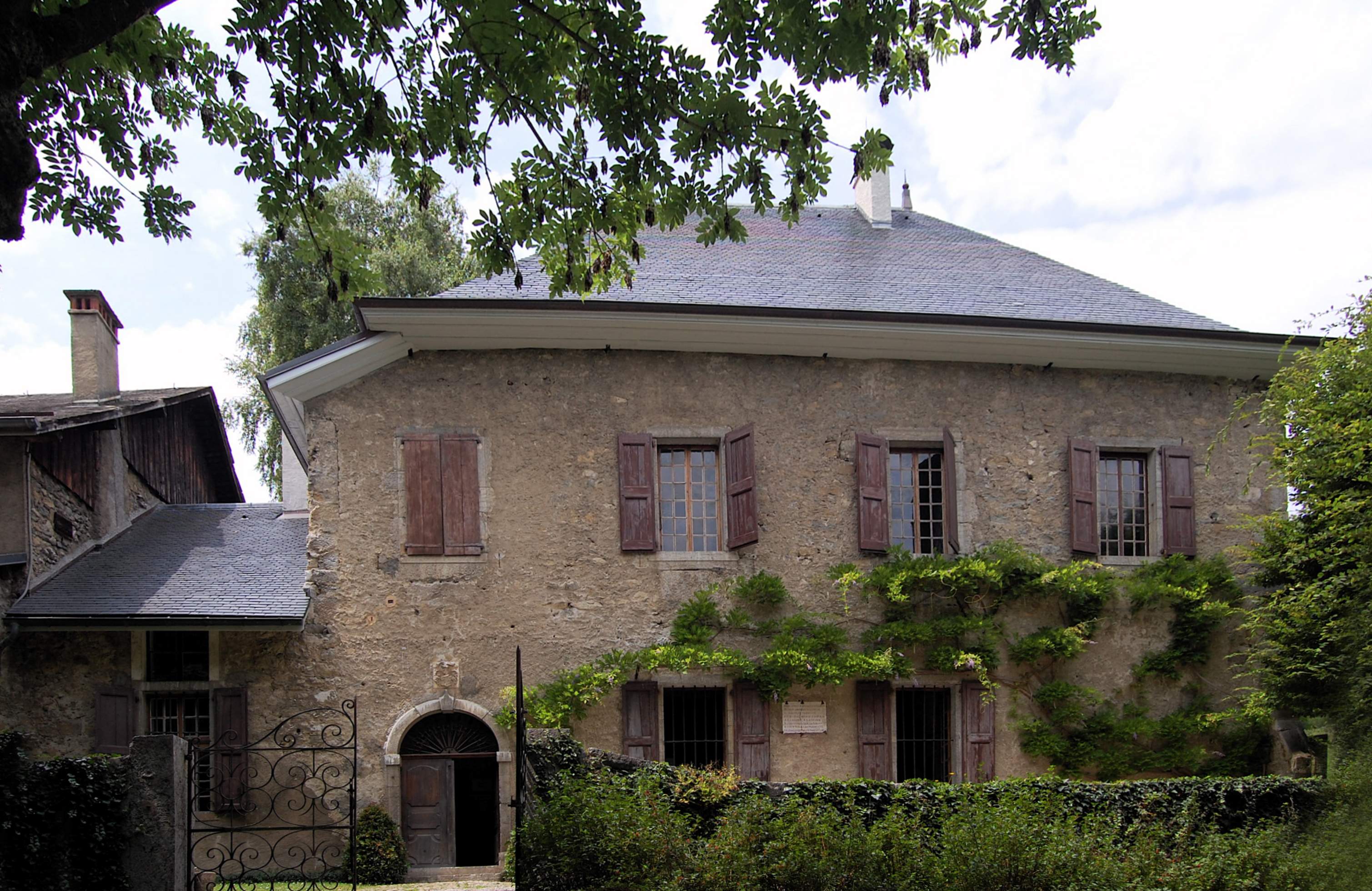
Les Charmettes, där Rousseau bodde åren 1735–1736, numera ett museum över honom

Rousseau föddes i Genève, som då var en självständig republik, men idag är en del av Schweiz. Modern Suzanne Bernard Rousseau avled nio dagar efter födseln till följd av komplikationer under och efter förlossningen. Fadern (Isaac Rousseau) övergav honom tio år senare för att komma undan ett fängelsestraff efter att han deltagit i en duell (vilket på den tiden inte var lagligt). Rousseau togs omhand av en pastor vid namn M. Lambercier. Efter ytterligare åtta år lämnade Rousseau Genève efter en tid som lärling hos en notarie och gravör. 

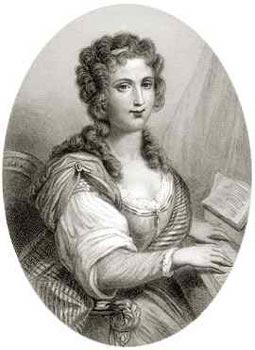
Baronessan de Warens

 Då träffade han också den 13 år äldre baronessan Françoise-Louise de Warens, sedermera hans älskarinna. Han kom så småningom under familjen Warens beskydd och konverterade då till katolicismen för att, enligt honom själv "försäkra sig om en utbildning".
"Les Charmettes", där han bodde med familjen Warens, är idag ett museum om honom.
År 1742 flyttade han vidare till Paris för att presentera ett nytt musikaliskt notsystem han uppfunnit för vetenskapsskolan. Skolan avböjde och menade att systemet inte skulle komma till nytta och inte var originellt nog. I vissa delar av världen används än idag fortfarande samma system.
Efter att under ett års tid varit sekreterare åt franska ambassadören i Venedig återvände han till Paris där han blev vän med och levde hos Thérèse Levasseur, en sömmerska som Rousseau sedan påstått burit fem av hans barn. Dessa skickades dock direkt efter sin födsel till ett sjukhus för hittebarn där de förmodligen dog. Dessa händelser skulle för övrigt bli mycket genanta för Rousseau när han väl blev känd som uppfostringsteoretiker och pedagog. De användes ofta av hans meningsmotståndare (bland annat Voltaire) i attacker mot honom och hans läror.

### Genombrott

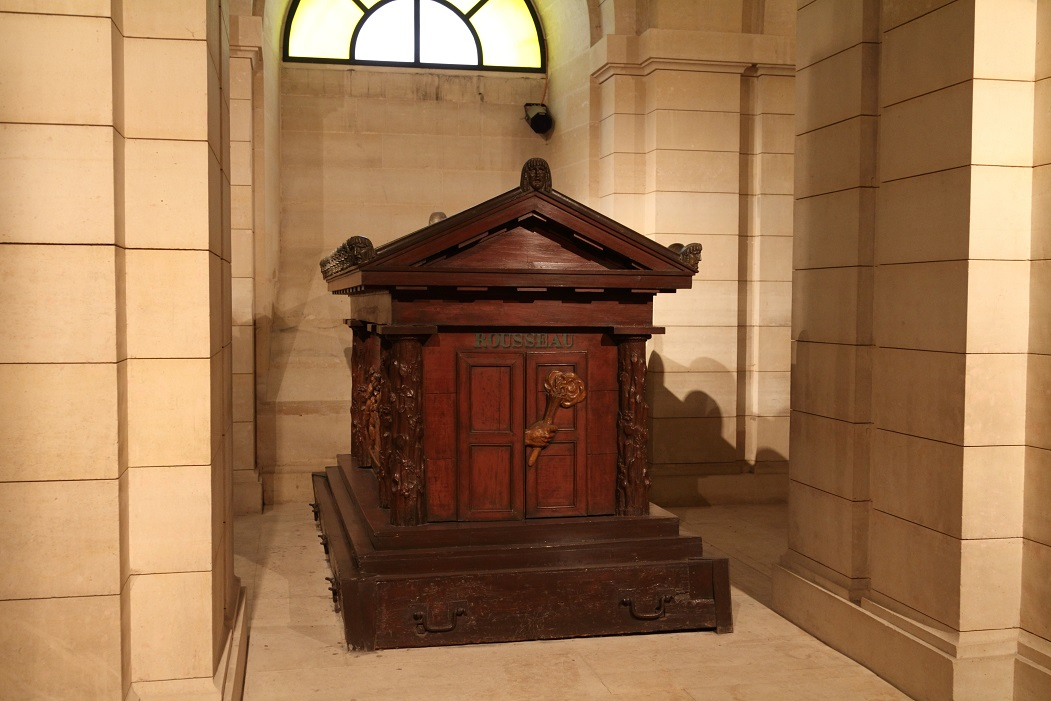
Rousseaus krypta i Panthéon (Paris)

Väl i Paris blev han också vän med författaren Denis Diderot och från och med år 1749 bidrog han med flera artiklar till dennes encyklopedi, bland annat inom områdena musik och politisk ekonomi. År 1749, under sitt besök i fängelset i Vincennes där Diderot satt, läste han om en essätävling sponsrad av skolan i Dijon. Essän skulle handla om huruvida konstens och vetenskapens utveckling hade varit moraliskt förtjänstlig för mänskligheten eller ej, och Rousseau bestämde sig för att delta. Resultatet var texten "Huruvida vetenskapernas och konsternas återupprättande har bidragit till sedernas förädlande" från 1750 som vann honom första pris, gjorde honom berömd och gav upphov till de idéer som så småningom skulle ligga till grund för hela hans samhällsfilosofi.
Under denna period var han också mycket engagerad i det musikaliska, var en stark supporter av italiensk musik och fick sin egen opera Le Devin du Village framförd inför kung Ludvig XV.
År 1754 blev han medborgare i Genève igen och rekonverterade till kalvinismen. Ett år senare blev han klar med sin avhandling rörande ursprunget till och grundvalarna för olikheten mellan människorna och ungefär samtidigt inleddes en tämligen svår period i Rousseaus personliga liv. Han började gradvis att tappa kontakten med flera av sina gamla vänner, bland annat Diderot, Friedrich Melchior von Grimm samt diverse välgörare såsom Louise d'Épinay.

### Samhällskritik och flykt
År 1761 publicerade han den mycket uppskattade romantiska romanen Julie, eller Den nya Heloïse. År 1762 publicerade han två viktiga böcker, först Om samhällsfördraget och sedan Émile eller om uppfostran. Båda böckerna kritiserade religionen hårt och förbjöds därför både i Frankrike och Genève. Rousseau var således tvungen att fly landet och begav sig till Môtiers i Schweiz där han levde under beskydd av Fredrik II av Preussen och hans lokala representant Lord Keith. Medan han bodde i Môtiers skrev Rousseau på konstitutionsprojektet för Korsika men var så småningom – på grund av stark kritik – tvungen att fly Schweiz. År 1764 tog han istället skydd hos den skotske filosofen David Hume i Storbritannien. Rousseau återvände så småningom till Frankrike år 1767 under pseudonymen "Renou". Som ett villkor för att få återvända fick han inte publicera några fler böcker. Detta till trots arrangerade han flera privata reciteringar av sitt verk Bekännelser år 1771. Madame d'Epinay fick då polisen att stoppa honom och verket, precis som de som skrevs efteråt, publicerades inte förrän flera år efter hans död. Han var dock verksam ända fram till dess och blev år 1772 erbjuden att presentera sina rekommendationer för en ny polsk  konstitution, och detta resulterade i hans absolut sista politiska verk.
Rousseaus senare år tillbringades utanför offentlighetens ljus där han livnärde sig på att kopiera noter och skriva färdigt sina dialoger. Bland de sista skrifterna han skrev återfinns en kritisk men entusiastisk analys av Christoph Willibald Glucks opera "Alceste".
Den 2 juli 1778 dog Rousseau av en hjärnblödning under en promenad. Rousseau var inledningsvis begraven på Île des Peupliers à Emenonville. Sexton år efter hans död flyttades hans kvarlevor till Panthéon i Paris och placerades mitt emot Voltaires krypta. Även idag kan man besöka graven.

## Filosofi
Rousseau såg negativt på vetenskapens och teknikens inflytande på människan (jfr. berättelsen om Adam och Eva och kunskapens frukt). Människans liv hade genom dessas inflytande blivit alltmer artificiellt, och för var dag som gått hade hon kommit ifrån sitt ursprung (naturen). Följderna av det hade blivit ett samhälle som styrdes av pengar och det blev alltmer inriktat på materiella ting. Världen – och människornas förhållande till varandra – hade övergått från vara till sken.
Dessa tankar stod i bjärt kontrast till övriga franska upplysningsfilosofers (Voltaire, Diderot med flera) mer framstegsvänliga och förnuftsbaserade ideologi – en enligt Rousseau falsk upplysning som enbart fäste "girlanger av blommor längs de kedjor av järn" som fängslade människorna, men som inte påverkade de grundläggande missförhållandena i världen. Fokuseringen på individen, skild från helheten, riskerade att än mer föra henne bort från sitt naturliga sammanhang: andra människor.
1762 propagerade Rousseau, i Om samhällsfördraget, för ett helt och fullt jämlikt samhälle, där medborgarna skulle avsäga sig sina egna individuella anspråk, till förmån för vad han kallade "allmänviljan" (som bland annat skulle manifesteras genom direktdemokrati). På grund av att allmänviljan betecknar folkets faktiska intressen, ibland till skillnad från vad de själva tror är bäst, kan den genomdrivas mot majoritetens vilja. Denna genomgripande förändring av samhällets organisation skulle först och främst uppnås, inte genom revolutionära metoder, men genom uppfostran (jfr. Émile).
Genom sina egenartade idéer kom Rousseau att bli, inte bara idémässigt utan även socialt isolerad; en situation som bland annat gav avtryck i den postumt utgivna skriften En enslig vandrares drömmerier. Trots detta upphöjdes han, tillsammans med Voltaire, till en av den franska revolutionens "fäder", och 1794 fördes hans stoft (genom Maximilien de Robespierres försorg) till Panthéon för den sista vilan.
Jean-Jacques Rousseau betraktades redan i samtiden som "svår" och något av en bakåtsträvare, men hans kritik av det moderna samhället och teknikens utveckling har ändå levt kvar – även i vår egen tid, till exempel genom den finlandssvenske filosofen Georg Henrik von Wright och hans Myten om framsteget (1993).

### Kvinnosyn
Rousseau var en av 1700-talets största antifeminister. Kvinnan skulle enligt honom inte delta i det offentliga rummet. Hennes viktigaste uppgift var att vara i hemmet och behaga mannen. Kvinnor som var dumma nog att vilja bryta sig ur detta mönster borde kuvas, exempelvis genom att spärras in i hemmet och lära sig självuppoffring.

## Botanik
Auktorsnamnet Rousseau kan användas för Jean-Jacques Rousseau i samband med ett vetenskapligt namn inom botaniken; se Wikipediaartiklar som länkar till auktorsnamnet.

## Utmärkelser
Asteroiden 2950 Rousseau är uppkallad efter honom.

## Citat
- "Om det är förnuftet som formar människan, så är det känslan som leder henne."
- "Människan är en fördärvad vilde."
- "Naturen är vår källa."
- "En konstnär är ett geni som har rätt att skapa fritt."
- "Det strider uppenbarligen mot naturens lag att en handfull människor drunknar i sitt överflöd medan den uthungrade massan saknar det nödvändigaste."
- "Tvingas att vara fri"
- "Förolämpningar är argument som används av folk som har fel."
- "Människan är född fri och överallt är hon i bojor", öppningsord i Om samhällsfördraget
- "Den första människa, som inhägnade ett stycke mark, kom på att säga 'Detta är mitt!' och fann människor nog enfaldiga att tro honom, var samhällets verkliga grundare. Hur många brott, krig, och mord; hur mycken olycka och fasa skulle inte den mänskliga rasen ha besparats om något ryckt upp pålarna, fyllt igen diket och ropat till sina medmänniskor: 'Akta er för denne bedragare, ni är förlorare om ni glömmer att jordens frukter tillhör alla och jorden själv tillhör ingen!'.